# Fallen Angel (canción de Three Days Grace)
«Fallen Angel» -en español: «Angel caído»- es el cuarto sencillo de la banda canadiense de metal alternativo Three Days Grace de su quinto trabajo de estudio Human.

## Video musical
El mismo fue lanzado en su cuenta de YouTube con la letra de la canción el 15 de septiembre de 2015.
- Datos: Q21328842